# Dalakia uniformella
Dalakia uniformella is een vlinder uit de familie snuitmotten (Pyralidae). De wetenschappelijke naam van deze soort is voor het eerst geldig gepubliceerd in 1961 door Amsel.
De soort komt voor in tropisch Afrika.